# Hucisko (Nisko)
Pour les articles homonymes, voir Hucisko.
Hucisko est une localité polonaise de la gmina de Harasiuki, située dans le powiat de Nisko en voïvodie des Basses-Carpates.